# Epidapus concensus
Epidapus concensus är en tvåvingeart som beskrevs av Werner Mohrig 2004. Epidapus concensus ingår i släktet Epidapus och familjen sorgmyggor. Inga underarter finns listade i Catalogue of Life.